# Bajan jezik
Bajan jezik (barbadoški kreolski engleski; ISO 639-3: bjs), kreolski jezik kojim govori 259 000 ljudi (1995) na otoku Barbados u Antilskoj Americi. Temelji se na engleskom jeziku
Jedan je od osam južnih istočnoatlantskih kreolskih jezika temeljenih na engleskom.

## Vanjske poveznice
- Ethnologue (14th)
- Ethnologue (15th)